# Leo IX
Leo IX, född Bruno d'Eguisheim-Dagsbourg 21 juni 1002 i Egisheim, Alsace, död 19 april 1054 i Rom, var påve från den 12 februari 1049 till sin död, 19 april 1054. Leo IX vördas som helgon inom Romersk-katolska kyrkan. Hans minnesdag firas den 19 april.
Leo IX återställde påvedömets anseende efter saeculum obscurum, ett drygt sekel av moraliskt och andligt förfall.

## Biografi
Bruno d'Eguisheim-Dagsbourg föddes till en av de främsta släkterna i tysk-romerska rikets; fadern Hugo var kusin till den blivande kejsar Konrad. Både Hugo och Brunos mor Heilewide var omtalade för sin religiösa fromhet. Vid fem års ålder fick Bruno börja skolan hos biskop Berthold av Toul, som hade startat en skola för adliga barn. Under barnaåren blev Bruno attackerad av ett djur, och svävade mellan liv och död. I det tillståndet skulle han ha fått en uppenbarelse av sankt Benedikt av Nursia, som skulle ha helat hans sår.

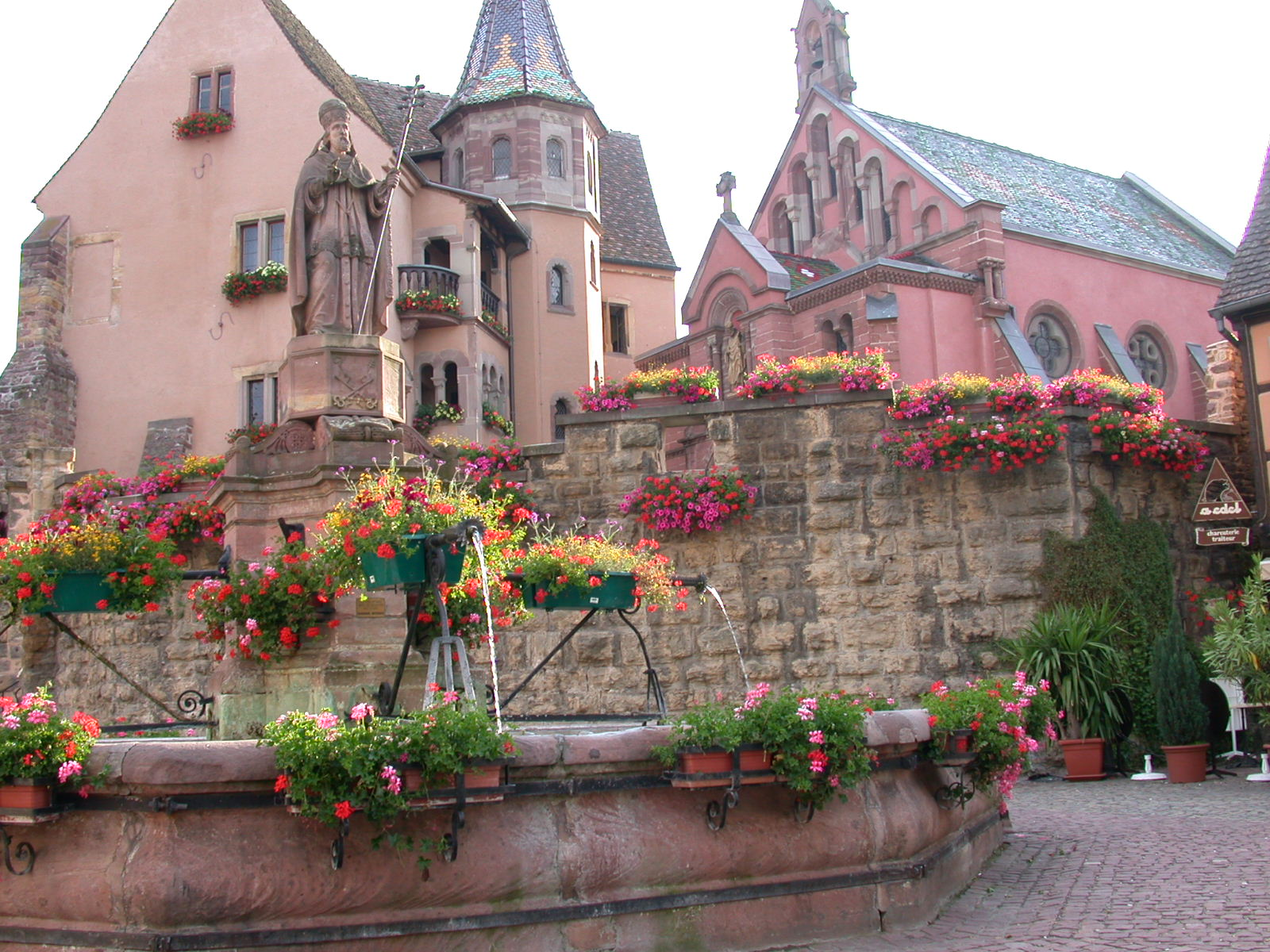
Leo IX:s födelsehem i Eguisheim i Alsace

1017 blev han kanik i Toul, blev sedermera diakon, och när Konrad blivit kejsare fick han följa denne som legat till Heliga stolen. Han blev 1027 biskop av Toul, sedan företrädaren hade avlidit under tiden han var borta på det diplomatiska uppdraget. På en riksdag i Worms i december 1048 gjordes han, sedan ärkebiskop Halinard av Lyon avböjt påvetiaran, av kejsaren till påve; Leo lät dock efter sin ankomst till Rom den kejserliga utnämningen fullbordas genom ett kanoniskt val. Leo var i hög grad skickad för sin vanskliga uppgift att reformera kyrkostyrelsen: han skildras som energisk, målmedveten och rutinerad inom politiken och tillika förbunden med tidens klosterreformrörelse. Leo omgav sig nu med framstående män; han kan sägas ha skapat kardinalkollegiet som en internationell kyrklig institution. Han gjorde Hildebrand till kardinal och införlivade även med kollegiet flera framstående andliga, som han kände från sitt gamla verksamhetsfält. 
I april 1049 höll Leo sin första romerska synod, genom vars beslut han öppnade sin kamp för kyrkoreformen: avskaffande av simoni, inskärpande av celibatsförpliktelsen med mera. Under de följande åren höll Leo dels i Tyskland och Frankrike (i Reims, där den första investiturlagstiftningen genomfördes), dels i Italien en serie synoder, på vilka reformlagstiftningen ytterligare utfördes. Genom ständiga resor fick Leo även tillfälle att i folkens medvetande inskärpa påvedömet som den centrala kyrkliga myndigheten. Sommaren 1052 upptog Leo kampen med normanderna i Syditalien för att få Benevento i sina händer, men led nederlag. Leo slöt då med kejsar Henrik III en överenskommelse, varigenom han, helt avstående från vissa rättigheter i Tyskland, fick sig tillförsäkrade Benevento och andra besittningar i Italien. Det nya kriget med normanderna fick emellertid en olycklig utgång. Leo blev själv fången (18 juni 1053) och frigavs först efter nio månader. Den under Leos sista tid upplågande striden med patriarken av Konstantinopel Mikael Kerularios ledde efter Leos död till kristenhetens definitiva tudelning. Macbeth, som figurerar i ett drama av Shakespeare med samma namn, lär ha besökt Leo i Rom.
Leo är begravd i Peterskyrkan. Han helgonförklarades 1082.